# 下田直久
下田 直久（しもだ なおひさ、生没年不詳）は、戦国時代、江戸時代の武将。南部氏の家臣。別名に直則、長兵衛、石亀彌三郎。泉山古康の次男。兄弟に慈照院（南部信直の後室・南部利直生母）、政義、石亀政治、石亀成久、石亀政朝、石亀政之。子に則次がいる。
慶長5年（1600年）の岩崎一揆の折り、赤母衣衆として出陣した。岩手郡下田村400石を領したことにより、下田氏を称し、南部利直より偏諱を賜った。大阪の陣にも出陣している。